# Новосвятое (Речицкий район)
Новосвятое (бел. Новасвятое) — упразднённый посёлок в Заходовском сельсовете Речицкого района Гомельской области Белоруссии.

## География

### Расположение
В 43 км на северо-запад от Речицы, 18 км от железнодорожной станции Бабичи (на линии Гомель — Калинковичи), 90 км от Гомеля.

## Транспортная сеть
Транспортные связи по просёлочной, затем автомобильной дороге Светлогорск — Речица.

## История
В 1926 году посёлок Святое Ново в Васильковском сельсовете Речицкого района Минского округа. Во время Великой Отечественной войны погибли 2 жителя. В 1970 году в Дубровском сельсовете, в составе колхоза «12 лет Октября».
До 31 октября 2006 года в Дубровском сельсовете, согласно решению Гомельского областного Совета депутатов Дубровский сельсовет переименован в Заходовский сельсовет с переносом центра сельсовета в деревню Заходы.
13 марта 2015 года посёлок упразднён

## Население

### Динамика
- 1926 год — 13 дворов, 59 жителей.
- 1970 год — 36 жителей.